# Cantonul Thonon-les-Bains-Est
Cantonul Thonon-les-Bains-Est este un canton din arondismentul Thonon-les-Bains, departamentul Haute-Savoie, regiunea Rhône-Alpes, Franța.

## Comune
- Armoy
- Bellevaux
- Lullin
- Lyaud
- Marin
- Reyvroz
- Thonon-les-Bains (parțial, reședință)
- Vailly